# 조절 분포
조화해석학에서 조절 분포(調節分布, 영어: tempered distribution)는 푸리에 변환이 정의될 수 있는 특수한 종류의 분포이다. 슈바르츠 공간의 연속 쌍대 공간이다.

## 정의
시험 함수 공간은 푸리에 변환에 대하여 닫혀 있지 않으며, 따라서 분포 공간 역시 푸리에 변환에 닫혀 있지 않다. 따라서, 분포의 푸리에 공간을 정의하려면, 시험 함수 공간을 푸리에 변환에 닫혀 있는 함수 공간으로 대체하여야 한다. 이러한 공간으로는 L2 공간이나 슈바르츠 공간이 있는데, 후자가 더 작으므로 더 큰 분포 공간을 얻으며, 따라서 이 공간을 사용한다.
유클리드 공간 {\displaystyle \mathbb {R} ^{n}} 속의 열린집합 {\displaystyle U\subseteq \mathbb {R} ^{n}} 위의 슈바르츠 공간 {\displaystyle {\mathcal {S}}(U)}을 생각하자. 슈바르츠 공간은 자연스럽게 프레셰 공간의 구조를 갖는다.
슈바르츠 공간의 연속 쌍대 공간 {\displaystyle {\mathcal {S}}'(U)}을 조절 분포 공간(調節分布空間, 영어: space of tempered distributions)이라고 하고, 그 원소를 조절 분포(調節分布, 영어: tempered distribution)라고 한다.

### 푸리에 변환
(복소수 값) 슈바르츠 공간 위의 푸리에 변환
{\displaystyle {\mathcal {F}}f(p)=\int _{\mathbb {R} ^{n}}\exp(2\pi ixp)f(x)\,d^{n}x}
은 전단사 선형 변환이다. 따라서, 이를 조절 분포 전체에 다음과 같이 확장할 수 있다.
{\displaystyle {\mathcal {F}}F\colon g\mapsto F({\mathcal {F}}g)\qquad \forall F\in {\mathcal {S}}'(\mathbb {R} ^{n}),\;g\in {\mathcal {S}}(\mathbb {R} ^{n})}
(만약 푸리에 변환을 유니터리 변환이 아니게 정의한다면, 위 정의에 {\displaystyle 1/(2\pi )^{n}}과 같은 추가 계수가 붙는다.)

## 성질
{\displaystyle {\mathcal {S}}'(\mathbb {R} ^{n})} 위에 약한-* 위상을 부여한다면, {\displaystyle {\mathcal {S}}'(\mathbb {R} ^{n})}는 국소 볼록 공간을 이룬다.

### 필요충분조건
모든 시험 함수는 슈바르츠 함수이다. 
{\displaystyle {\mathcal {D}}(\mathbb {R} ^{n})\subset {\mathcal {S}}(\mathbb {R} ^{n})}
따라서, 모든 조절 분포는 분포가 된다.
{\displaystyle {\mathcal {S}}'(\mathbb {R} ^{n})\subset {\mathcal {D}}'(\mathbb {R} ^{n})}
유클리드 공간 위의 분포 {\displaystyle F\in {\mathcal {D}}'(\mathbb {R} ^{n})}에 대하여, 다음 두 조건이 서로 동치이다.
- {\displaystyle F\in {\mathcal {S}}'(\mathbb {R} ^{n})}이다.
- {\displaystyle F=\{\partial ^{\alpha }\left((1+|x|^{2})^{k}f\right)}가 되는 다중지표 {\displaystyle \alpha \in \mathbb {N} ^{n}}, 자연수 {\displaystyle k\in \mathbb {N} }, 및 유계 연속 함수 {\displaystyle f\colon \mathbb {R} ^{n}\to \mathbb {R} }가 존재한다. (미분은 분포로서의 미분을 뜻한다.)

### 함수 공간의 매장
임의의 {\displaystyle 1\leq p\leq \infty }에 대하여, Lp 공간 {\displaystyle L^{p}(\mathbb {R} ^{n})}는 {\displaystyle {\mathcal {S}}'(\mathbb {R} ^{n})}의 부분 공간을 이룬다. 구체적으로, (조절 분포의 약한-* 위상에 대하여) 연속 단사 선형 변환
{\displaystyle \iota \colon L^{p}(\mathbb {R} ^{n})\to {\mathcal {S}}'(\mathbb {R} ^{n})}
이 존재한다.
또한, 임의의 국소 적분 가능 함수 {\displaystyle f\colon \mathbb {R} ^{n}\to \mathbb {C} }에 대하여, 만약 {\displaystyle f(x)/(1+|x|)^{c}}가 유계 함수가 되는 실수 {\displaystyle c\in \mathbb {R} }가 존재한다면, {\displaystyle f}는 조절 분포를 이룬다.

## 역사
로랑 슈바르츠가 도입하였다. 슈바르츠는 원래 이들을 "구형 분포"(프랑스어: distribution sphérique)라고 불렀고, 이 때문에 기호 "S"를 사용하였다.

## 같이 보기
- 푸리에 변환
- 분포 (해석학)